# Serrat Alt (Orís)
El Serrat Alt és una muntanya de 831 metres que es troba entre els municipis d'Orís i de Sant Vicenç de Torelló, a la comarca d'Osona.
Aquest cim està inclòs al llistat dels 100 cims de la FEEC